# ملك البحر الضيق
«ملك البحر الضيق» (بالإنجليزية: King of the Narrow Sea)‏ هي الحلقة الرابعة من الموسم الأول لمسلسل إتش بي أو الدرامي الفنتازي التلفزيوني آل التنين. تم بثها لأول مرة في 11 سبتمبر 2022. كتب الحلقة إيرا باركر وأخرجها كلير كيلنر.
لقد تلقت مراجعات نقدية إيجابية للغاية، مع الثناء على سيناريو باركر، وإخراج كيلنر، والأداءات، خاصةً كونسيدين.

## الحبكة

### في نهاية العاصفة
سافرت رينيرا إلى نهاية العاصفة، حيث تلتقي، بتوجيه من اللورد بوريموند باراثيون ويرافقه سير كريستون، وترفض عددًا لا يحصى من الخاطبين. ينشب قتال بين الخاطبين يقتل فيه صبي شخص آخر بالسيف. في طريقهم إلى المنزل على متن سفينة، يرون ديمون على متن التنين كاراكسيس يطير أمامهم، عائداً إلى المنزل من حملته العسكرية في ستيبستونز.

### في كينغز لاندينغ
تعود رينيرا إلى كينغز لاندينغ بطات الوقت الذي يدخل فيه الأمير ديمون غرفة العرش. يقول ديمون إنه أطلق عليه لقب «ملك البحر الضيق» لكنه أقسم بالولاء للملك فيسيريس وأزال تاجه وسلمه للملك. بينما يحتفل الأخوان الذين تم لم شملهم في وليمة، تعرب الملكة أليسينت عن شعورها بالوحدة لرينيرا، التي تفتقد صداقتهما. في وقت متأخر من الليل، تتسلل رينيرا، متنكرة في زي صبي، مع ديمون لاستكشاف كينغز لاندينغ؛ يشربون، ويحضرون مسرحية كوميديا زرقاء، ويزورون بيت دعارة. يغوي ديمون رانيرا الراغبة، لكنه غير قادر على الإثارة الكاملة، يتخلى عن ابنة أخيه هناك. بالعودة إلى ريد كيب، تغوي رينيرا سير كريستون. يخبره جاسوس سير أوتو عن مآثر ديمون ورينيرا. سمعت أليسينت سير أوتو وهو يخبر الملك. لقد استجوبت بشكل خاص رينيرا، التي نفت ممارسة الجنس مع ديمون. يواجه الملك ديمون بغضب، الذي يبدو أنه يؤكد الاتهامات ويقترح أن يتزوج رينيرا. يقول فيسيريس إن ديمون يريد فقط الزواج للحصول على التاج، ثم ينفي شقيقه إلى فالي. لتجنب الفضيحة، أمر فيسيريس رينيرا بالزواج من سير لينور فيلاريون. يرفض الملك سير أوتو باعتباره معاونه، ويشعر أن أوتو دائمًا ما يتلاعب به لتحقيق مكاسبه الشخصية. يرسل الملك جراند مايستر ميلوس لإعطاء رينيرا شايًا وقائيًا مجهضًا.

## الاستقبال

### الاستقبال النقدي
في مجمع التعليقات روتن توميتوز، حصلت الحلقة على نسبة موافقة بلغت 87% بناءً على 100 مراجعة، بمتوسط تقييم 7.6/10. قال الإجماع النقدي للموقع: «من أجل مشاهدة عائلية مزعجة للغاية، يتبادل 'ملك البحر الضيق' شعلة التنين من أجل العلاقات الخطيرة ويقطع شوطًا طويلاً نحو تعميق شبكة دسائس آل التنين.»

## وصلات خارجية
- «ملك البحر الضيق» على إتش بي أو (بالإنجليزية)
- «ملك البحر الضيق» على قاعدة بيانات الأفلام على الإنترنت (بالإنجليزية)